# Атакент
Атаке́нт (каз. Атакент) — селище у складі Мактааральського району Туркестанської області Казахстану. Адміністративний центр та єдиний населений пункт Ільчівської селищної адміністрації.
До 1998 року селище називалось Ільїч, в радянські часи мало статус смт.
Населення — 19240 осіб (2021; 16402 у 2009, 13620 у 1999, 15279 у 1989).